# Élections législatives de 1997 dans la 13e circonscription du Nord
Les élections législatives françaises de 1997 dans la 13e circonscription du Nord se déroulent les 25 mai et 1er juin 1997.

## Circonscription
La 13e circonscription du Nord était composé en 1993 des cantons de Coudekerque-Branche, Dunkerque-Est (moins les communes de Bray-Dunes et Zuydcoote) et du canton de Dunkerque-Ouest (partie non comprise dans la Douzième circonscription du Nord).

## Contexte
Le 21 avril 1997, le Président de la République Jacques Chirac décide de dissoudre l'Assemblée nationale, ce qui a pour conséquence de nouvelles élections législiatives. À Dunkerque, Emmanuel Dewees (RPR) député sortant se représente face à lui le retour de Michel Delebarre (PS), Philippe Emmery (FN), Gérard Miroux adjoint au maire de Coudekerque-Branche, Marcel Lefèvre (Les Verts) adjoint au maire de Dunkerque, Véronique de Miribel (LDI) et 7 autres candidats.

## Résultats[1]
- Député sortant : Emmanuel Dewees (RPR)

| Candidat         | Candidat             | Parti          | Premier tour | Premier tour | Second tour | Second tour |
| Candidat         | Candidat             | Parti          | Voix         | %            | Voix        | %           |
| ---------------- | -------------------- | -------------- | ------------ | ------------ | ----------- | ----------- |
|                  | Emmanuel Dewees*     | RPR            | 10 655       | 25,47        | 18 378      | 43,10       |
|                  | Michel Delebarre     | PS             | 15 728       | 37,59        | 24 262      | 56,90       |
|                  | Philippe Emmery      | FN             | 7 330        | 17,52        |             |             |
|                  | Gérard Miroux        | PCF            | 2 039        | 4,87         |             |             |
|                  | Marcel Lefèvre       | Les Verts      | 1 354        | 3,24         |             |             |
|                  | Véronique de Miribel | LDI            | 1 210        | 2,89         |             |             |
|                  | Jacques Volant       | LO             | 1 182        | 2,83         |             |             |
|                  | Henri Darbes         | GE             | 715          | 1,71         |             |             |
|                  | Christiane Lenglet   | DVE            | 638          | 1,52         |             |             |
|                  | Marcel Fossaert      | LCR            | 386          | 0,92         |             |             |
|                  | Didier Schein        | PT             | 301          | 0,72         |             |             |
|                  | Christian Joseph     | DVD            | 161          | 0,38         |             |             |
|                  | Alain Delbecq        | DVD            | 141          | 0,34         |             |             |
|                  |                      |                |              |              |             |             |
| Inscrits         | Inscrits             | Inscrits       | 64 454       | 100,00       | 64 454      | 100,00      |
| Abstentions      | Abstentions          | Abstentions    | 20 678       | 32,08        | 21 814      | 29,40       |
| Votants          | Votants              | Votants        | 43 776       | 67,91        | 45 505      | 70,60       |
| Blancs et nuls   | Blancs et nuls       | Blancs et nuls | 1 936        | 4,42         | 2 865       | 6,20        |
| Exprimés         | Exprimés             | Exprimés       | 41 840       | 93,55        | 42 640      | 96,01       |
| * député sortant |                      |                |              |              |             |             |